# Sardinal
Sardinal – miasto w Kostaryce, w prowincji Guanacaste.